# Guillaume d'Amiens
Guillaume d'Amiens, o Guillaume le Peigneur (fl. tardo XIII secolo), è stato un troviero e pittore originario di Amiens.
Tutta la sua musica è contenuta in un chansonnier (canzoniere) di Arras, ora Latino 1490 nella Biblioteca Apostolica Vaticana. In esso, le rubriche che accompagnano le canzoni lo identificano come un paigneur, "pittore", che potrebbe avere aggiunto la grande miniatura che precede le sue stesse canzoni. La conservazione dei suoi lavori in questa maniera è paragonabile a quella dei colleghi trovieri Adam de la Halle e Jehannot de l'Escurel. Il solo riferimento a Guillaume (la forma francese di Guglielmo) esterna al canzoniere è un elenco di contribuenti ad Amiens del 1301, dove viene menzionato un certo "Guglielmo il Pittore" (Willelmi pictoris).
Il corpus musicale di Guillaume è costituito di otto  rondeaux monofonici, due chansons d'amour e un virelai. Ha scritto inoltre altre quattro poesie liriche che ci sono pervenute senza musica. I rondeaux e i virelai di Guillaume sono standard, sebbene con leggere variazioni nei ritornelli, e rappresentano forse il modo in cui erano naturalmente eseguiti. In Prendés i garde un'irregolarità nella prosodia viene riflessa in un'irregolarità nella musica. Le sue melodie di solito enfatizzano la quinta perfetta da Re a La.

## Elenco di canzoni
Chansons
- Amours me fait par mon veuil
- Puisque chanters onques nul home aida

Rondeaux
- Amours me maint u cueur
- Dame, pour men lonc sejour
- De ma dame vient
- Hareu! Coument mi manterrai
- Jamais ne serai saous
- Je canterai, faire le doi
- Prendés i garde
- Ses tres dous regers

Virelai
- C'est la fin quoi que nus die, j'amerai